# François Sacco
François Sacco, né le 22 juin 1970, est un champion français de bowling. Il a débuté en novembre 1985. Il a joué dans les clubs suivants : BC 2000 Draguignan - Sharks Paris - BCO Courbevoie - Blac Nantes.
Il a réalisé 13 fois 300.
Sponsors :
- Ebonite de 2003 à 2005
- Brunswick de 2005 à 2008
- Ebonite International depuis 2009

## Palmarès

### Titres nationaux
- Championnats Individuels : 4 Titres en Juniors et Espoirs (1988, 1991, 1992, 1993) et 6 Titres en Seniors (1993, 2000, 2002, 2003, 2008, 2010).
- Championnats de France des Clubs : 7 Titres (1997, 1998, 2000, 2001, 2003, 2016, 2018).
- Coupe de France : 6 Victoires (1997, 1998, 1999, 2001, 2002, 2003).

### Titres internationaux
20 Sélections en équipe nationale
- 1995 : Médaille de Bronze en équipe de 5 aux championnats du monde à Réno. 5e en individuel.
- 1996 : Médaille de Bronze en équipe de 5 aux championnats d'Europe par équipe à Helsinki.
- 2000 : Vainqueur de la coupe d'Europe Individuelle.
- 2003 : Médaille de Bronze à la coupe d'Europe Individuelle.
- 2005 : Médaille d'Or aux Jeux Mondiaux en double mixte, avec Isabelle Sacco.
- 2008 : Médaille de Bronze en individuel aux Championnats du Monde à Bangkok.

### Records personnels
- 13 fois 300
- 822 en 3 lignes
- 1454 en 6 lignes
- 2050 en 8 lignes